# Fritz Barth (Schauspieler)
Fritz Barth (* 1968 in Kusel) ist ein deutscher Schauspieler und Autor.

## Leben
Barth stammt aus der Pfalz. Er absolvierte von 1990 bis 1993 eine private Schauspielausbildung in Regensburg bei Peter Nüesch (Turmtheater Regensburg). Bei Astrid Vosberg erhielt er Unterricht in Bewegung und Tanz. Von 1997 bis 1999 besuchte er als Stipendiat des Bayerischen Rundfunks an der Otto-Falckenberg-Schule in München die Sprecherklassen von Gustl Weishappel. Später folgten Workshops und Seminare in Kameraarbeit und filmische Darstellung an der Internationalen Filmschule Köln (IFS).
Barth ist Autor des Theater-Soloprogramms „Aus dem Leben eines Taugenichts“, mit dem er mehrfach in Deutschland auf Tournee war. 2010 gastierte er mit seinem Solo bei den Burgfestspielen Mayen. Im Sommer 2015 spielte er auf Schloss Hohengebraching in Josef Berlingers neuem Theaterstück „Der Brandner Kasper in der Hölle“ eine Doppelrolle als Hans Moser und Heinz Rühmann. In der Spielzeit 2015/16 war Fritz Barth in dem Stück „Die geheimen Leben von Henry und Alice“ von David Tristram am Landestheater Oberpfalz zu sehen.
Barth übernahm Hauptrollen in den Bereichen Schauspiel, Musical und Operette. Er war festes Ensemblemitglied bei der TV-Comedy-Serie „Du mich auch“ (SWR), wo u. a. Diether Krebs, Maren Kroymann, Lilo Wanders und Markus Maria Profitlich seine Partner waren. 2006 spielte er die Hauptrolle in dem Kinofilm „Aphrodites Nacht“ von Carolin Otto; er spielte den Pianisten Patrick.
Er hatte Episodenhauptrollen in den ZDF-Krimiserien „Die Rosenheim-Cops“ (2012; als stellv. Chorleiter Martin Wegmann) und „Die Garmisch-Cops“ (2014; als Ludwig Weber, der Bruder des Ermordeten). Im Oktober 2015 war Barth in der ZDF-Serie „Die Rosenheim-Cops“ erneut in einer Episodenhauptrolle zu sehen. In der Folge „Der letzte Tango“ spielte er den Bauunternehmer und Architekten Oliver Kerner, den besten Freund des Mordopfers. In der 20. Staffel der „Rosenheim-Cops“ (2020) übernahm Barth eine weitere Episodenrolle als tatverdächtiger Privatdozent und Kunsthistoriker Dr. Wolf Hannot.
In dem Dokumentarfilm „Hannah Arendt – Das Mädchen aus der Fremde“, der 2008 als beste Dokumentation mit dem World Media Award ausgezeichnet wurde, übernahm er die Rolle des Erzählers. 
2015 erhielt er einen Gastlehrauftrag im Bereich Drehbuch und szenische Darstellung an der Hochschule für Film und Fernsehen (HFF) in München. Fritz Barth lebt in Regensburg.

## Filmografie (Auswahl)
- 2001: Du mich auch! (Comedy-Serie)
- 2006: Hannah Arendt – Das Mädchen aus der Fremde (Dokumentarfilm)
- 2006: Aphrodites Nacht (Kinofilm)
- 2008: Kommissarin Lucas: Der schwarze Mann (Fernsehreihe)
- 2012: Die Rosenheim-Cops (Fernsehserie; Folge: Anruf für eine Leiche)
- 2014: Die Garmisch-Cops (Fernsehserie; Folge: Misslungene Rückkehr)
- 2015: Die Rosenheim-Cops (Fernsehserie; Folge: Der letzte Tango)
- 2017: Frühling – Zu früh geträumt (Fernsehreihe)
- 2020: Die Rosenheim-Cops (Fernsehserie; Folge: Grün ist der Tod)